# Северен крил
Северният крил (Meganyctiphanes norvegica) са вид висши ракообразни от семейство Euphausiidae.
Таксонът е описан за пръв път от Микаел Сарс през 1857 година.